# Витткоп, Габриэль
Габриэ́ль Виттко́п (урождённая Менардо фр. Gabrielle Wittkop (Ménardeau), 27 мая 1920, Нант, Франция — 22 декабря 2002, Франкфурт-на-Майне, Германия) — французская писательница, журналист и переводчик. Темами своих книг избрала маргинальные стороны человеческого существования. Наиболее известное произведение — написанная в форме дневника парижского антиквара повесть «Некрофил» (1972), от первого лица рассказывающая о сексуальных похождениях  любителя мёртвой плоти.

## Биография

### Ранние годы
Габриэль Витткоп, в девичестве Менардо (Ménardeau), родилась 27 мая 1920 года в Нанте, Франция. В возрасте четырёх лет она уже умела читать, в шесть — изучала классиков французской литературы, благо её отец располагал богатой библиотекой. Школу Габриэль не посещала, занимаясь самообразованием вплоть до начала Второй мировой войны (особый интерес у будущей писательницы вызывала литература XVIII века).
В годы оккупации Габриэль Менардо познакомилась в Париже с немцем Юстасом Францем Витткопом, дезертировавшим из армии, и помогла ему избежать ареста, укрыв от нацистов. Несмотря на его гомосексуальность и более чем двадцатилетнюю разницу в возрасте, они поженились; их брак она называла «интеллектуальным союзом». В 1946 году, после окончания Второй мировой войны, супруги перебрались во Франкфурт-на-Майне, где проживали всю оставшуюся жизнь.

### Творчество
В 1966 году Габриэль Витткоп публикует свою первую, написанную по-немецки работу «Э. Т. А. Гофман в саморазоблачениях и изобразительных документах» (нем. E. T. A. Hoffmann in Selbstzeugnissen und Bilddokumente), посвящённую Гофману, и с этого времени активно сотрудничает с газетами и журналами, включая такие ведущие издания как Frankfurter Allgemeine Zeitung. В 1972 году в небольшом французском эротическом издательстве выходит первая повесть Витткоп «Некрофил», в которой писательница обращается к темам смерти и сексуального влечения к трупам. На английский язык это произведение было переведено в 2011 году Доном Бапстом.
Витткоп много путешествует по миру, результатом этих поездок становятся повесть «Смерть С.» (1975) и роман «Белые раджи» (1986). «Смерть С.» — это созвучная новелле Томаса Манна «Смерть в Венеции» история британского гомосексуала, умирающего в борделях Бомбея.

### Смерть
В 1986 году добровольно уходит из жизни муж писательницы Юстас Витткоп, долгое время страдавший болезнью Паркинсона. Это событие Габриэль Витткоп описывает в своей книге «Хемлок, или Яды» (1988). В 2001 году на свой 81-й день рождения Витткоп, больная раком лёгких, принимает решение покончить с собой. В письме своему издателю она так говорит об этом решении:

Я собираюсь умереть, как и жила, как свободный человек… Я — свободный человек, а в наши времена таких немного. Свободный человек не гонится за успехом.
Габриэль Витткоп ушла из жизни по собственной воле 22 декабря 2002 года, во Франкфурте-на-Майне.

## Русские переводы
Русские переводы художественных произведений Витткоп появились спустя почти год после её смерти. До этого русскоязычный читатель был знаком только с её монографией «Гофман», которая вышла в 1999 году в серии «Биографические ландшафты» в издательстве «Урал LTD». Осенью 2003 года в 61-м номере «Митиного журнала» были опубликованы две повести писательницы: «Некрофил» и «Смерть С.». Вместе с романом «Убийство по-венециански» и двумя рассказами из сборника «Сон разума» эти повести вошли в книгу сочинений Габриэль Витткоп, изданную Kolonna publications в 2005 году. Публикация книги вызвала определённый резонанс, порой рецензенты приходили к самым неожиданным выводам, например, к таким:

Возможно, после вашей смерти с вами попытаются познакомиться. Возможно, вас полюбят…
В 2006 году в том же издательстве вышел ещё один сборник работ писательницы, в него вошли повести «Торговка детьми» и «Страстный пуританин». В 2007 году вышел русский перевод романа «Каждый день — падающее дерево», затем были опубликованы сборники «Вечный альманах гарпий», «Сон разума» и «Образцовая смерть», романы «Белые раджи» и «Хемлок».